# How Do You Spell Heaven
How Do You Spell Heaven è il 25° album in studio del gruppo musicale statunitense Guided by Voices, pubblicato nel 2017 negli USA dalla Guided by Voices Inc.. Risulta essere il centesimo album pubblicato da Robert Pollard da quando esordì nel 1986.

## Tracce
- Tutti i brani sono stati scritti da Robert Pollard, eccetto dove indicato diversamente.

1. "The Birthday Democrats" – 2:30
2. "King 007" – 2:51
3. "Boy W" – 2:33
4. "Steppenwolf Mausoleum" – 3:21
5. "Cretinous Number Ones" – 1:45
6. "They Fall Silent" – 0:55
7. "Diver Dan" – 2:03
8. "How to Murder a Man (In 3 Acts)" – 2:43
9. "Pearly Gates Smoke Machine" – 4:02 (Doug Gillard & Pollard)
10. "Tenth Century" – 2:37
11. "How Do You Spell Heaven" – 1:52
12. "Paper Cutz" – 2:36
13. "Low Flying Perfection" – 2:36
14. "Nothing Gets You Real" – 2:23
15. "Just to Show You" – 2:17

## Formazione
- Bobby Bare Jr. – chitarra
- Doug Gillard – chitarra
- Kevin March – batteria
- Robert Pollard – canto
- Mark Shue – basso